# Mimolithophilus brevicornis
Mimolithophilus brevicornis is een keversoort uit de familie lieveheersbeestjes (Coccinellidae). De wetenschappelijke naam van de soort is voor het eerst geldig gepubliceerd in 1920 door Arrow.